# اصلاح ژنتیک
اصلاح ژنی یا دگرش ژنی (به انگلیسی: Genetic modification)، به تغییرهای طبیعی و مهندسی‌شده در دی‌ان‌ای اشاره دارد. جهش‌های اتفاقی یا طبیعی از راه خطاهایی در هنگام تکثیر و ترمیم، خود به خود یا به دلیل تنش‌های محیطی رخ می‌دهند. دگرش عمدی در آزمایشگاه (دست‌ورزی) برای اهداف مختلف مانند بذرها و گیاهان مقاوم‌تر، و به‌طور فزاینده‌ای برای درمان بیماری‌های انسانی بهره‌گیری می‌شود. کاربرد فناوری اصلاح و دگرش ژن همچنان بحث‌برانگیز است.
دگرش‌ها (Modifications)، تغییرهایی هستند که در DNA افراد به دلیل جهش ناگهانی یا دست‌ورزی ژنی عمدی با استفاده از زیست‌فناوری‌های مختلف انجام می‌شود. اگرچه سردرگمی بین واژه‌های «دگرش / modification» و «جهش / mutation» وجود دارد، زیرا اغلب به جای یکدیگر استفاده می‌شوند، دگرش از جهش متمایز می‌شود، زیرا به عنوان یک اصطلاح چتر عمل می‌کند و هر دو تعریف جهش و مهندسی ژنتیک را دربر می‌گیرد. هر دوی این دسته‌بندی‌های فرعی سبب تغییری بر ویژگی‌های قابل دیدن در جاندار می‌شود که به فنوتیپ آنها نیز گفته می‌شود که به دلیل تغییر در ژنوتیپ جاندار یا آلل‌های ویژۀ آنها ایجاد می‌شود که سبب تغییر بیان ژن می‌شود. اگرچه وراثت‌پذیری نقش زیادی در بیان فرد دارد، مانند موارد دگرش اپی‌ژنتیکی، همه موردهای دگرش، ارثی نیستند. صرف نظر از خاستگاه چنین تغییرهایی در سطح ژنتیکی، به وضوح بر ایجاد و تعامل پروتئین‌ها، تغییر کارکرد سلول، فنوتیپ و کارکرد ارگانیسم تأثیر می‌گذارد.

### گونه‌های دگرش ژنی
تغییرهای ژنتیکی می‌تواند به‌طور طبیعی از راه جهش‌های یادشده در ژنگان یک جاندار یا از طریق روش‌های زیست‌فناورانه برگزیدن یک ژن مورد علاقه برای دست‌ورزی به منظور ایجاد چیزی جدید یا بهبود آنچه اکنون وجود دارد رخ دهد. این تمایز میان تغییرهایی که به‌طور طبیعی رخ می‌دهند و تغییرهایی که عمدی هستند، کلید درک تفاوت بین جهش و مهندسی ژنتیک است.